# Stazione di Le Creusot TGV
La stazione di Le Creusot TGV (in francese Gare du Creusot TGV o Le Creusot - Montceau - Montchanin) è una stazione ferroviaria situata nel comune di Écuisses, Francia, nel dipartimento della Saône-et-Loire, nella regione Borgogna-Francia Contea.
La stazione si trova a 2 km a nord dell'incrocio tra la Route Nationale 80 e la Route Nationale 70, a 8 km da Le Creusot e a 15 km da Montceau-les-Mines.
Con Mâcon-Loché TGV, Le Creusot TGV è stata la prima stazione in Francia ad essere costruita sulla rete ad alta velocità.

## Situazione ferroviaria
Situata a 318 metri di altitudine, la stazione Le Creusot TGV si trova al chilometro 273.816 della linea Combs-la-Ville - Saint-Louis (Linea TAV).
La stazione è collegata alla linea da Nevers a Chagny da un collegamento non elettrificato, che non viene quindi utilizzato dalle relazioni commerciali.

## Storia

### Creazione
Le Creusot TGV è il risultato di un compromesso tra la logica della società ferroviaria nazionale francese (Société Nationale des Chemins de fer Français), che voleva costruire una linea ad alta velocità da Parigi a Lione senza fermate intermedie (era prevista una semplice fermata tecnica a Montchanin) e quelle delle autorità locali che si sono mobilitate durante lo studio d'impatto della linea TAV per valorizzare lo sviluppo del loro territorio.
Per la SNCF, il potenziale di clientela non giustificava l'investimento in collegamenti dalla linea TAV alle stazioni centrali delle città attraversate.
Il 22 settembre 1981, la linea LGV Sud-Est è stata inaugurata ufficialmente da François Mitterrand presso la stazione TGV di Le Creusot.
Questa linea permette un collegamento diretto con Parigi in 1 ora e 20 minuti, mentre in precedenza ci volevano 3 ore e 40 minuti con un cambio a Digione. Lo stesso vale per Lione, con un tempo di percorrenza ridotto di 40 minuti rispetto a 1 ora e mezza un cambio a Chalon-sur-Saône.

### Frequentazione
Al momento della messa in servizio, SNCF prevedeva 900.000 passeggeri all'anno. L'effettivo numero di passeggeri si è rivelato molto più basso, con 250.000 passeggeri nel 1982. All'epoca, il 75% era utilizzato per viaggi a Parigi e il 25% a Lione.
Le presenze sono successivamente aumentate, con 780.000 viaggiatori nel 2008. La stazione ha un livello di utilizzo commerciale piuttosto elevato, con una percentuale di abbonamenti superiore alla media nazionale, con una percentuale di destinazioni che sembra rimanere a 3/4 per Parigi rispetto a 1/4 per Lione.
In occasione del 30º anniversario della stazione del TGV il 22 settembre 2011, Gares & Connexions annuncia un giro d'affari annuale di circa un milione di passeggeri, corrispondente ad una media giornaliera di 2.700 passeggeri.
Nel 2017, secondo le stime di SNCF, la stazione ha accolto 729.324 passeggeri.

## Servizi per i viaggiatori
L'edificio passeggeri dispone di un'area di accoglienza commerciale SNCF, con punti di informazione e biglietteria, sala d'attesa, servizio oggetti smarriti, Wi-Fi, defibrillatore e servizi igienici a pagamento.
Servita principalmente dai treni Parigi-Lione, beneficia anche della fermata di TGV provincia-provincia, ovvero che iniziano e terminano il loro percorso in una città diversa da Parigi.